# Klaudijus Dušauskas-Duž
Klaudijus Dušauskas-Duž (bělorusky Клаўдзій Сцяпанавіч Дуж-Душэўскі, rusky Клавдий Степанович Дуж-Душевский, polsky Klaudiusz Duż-Duszewski; 8. dubna 1891 Hlubokaje - 25. února 1959 Vilnius) byl bělorusko-litevský architekt, novinář a politik. Je znám jako tvůrce dřívější bílo-červeno-bílé vlajky Běloruska, nyní používané běloruskou opozicí proti Lukašenkovu režimu.

Dušauskas-Duž po matce pocházel z polské szlachty, zatímco jeho otec byl původem sedlák a pracoval jako stavitel. Klaudijus Dušauskas-Duž navštěvoval střední školu ve Vilně, kde se věnoval přírodním, matematickým a fyzikálním vědám a zapojil se do běloruského národního hnutí. Odmalička pomáhal otci stavět, učil se kreslit a kreslil plány. Ke konci školních let již měl na starosti velké stavební práce a pod dohledem svého otce vedl stavební projekty. V roce 1912 začal studovat na petrohradském báňském institutu. Tam se stal členem skupiny běloruských intelektuálů a zabýval se studiem a ochranou historických památek. Spolu se členy skupiny vydával časopis Utro (Ráno) a vystupoval ve studentském divadle.

Běloruská vlajka navržená Dušauskasem-Dužem

Po únorové revoluci v roce 1917 se Dušauskas-Duž připojil k běloruské socialistické Hramadě a v červnu 1917 se stal členem jejího ústředního výboru a prezidia. Navrhl běloruskou vlajku, která se stala vlajkou Běloruské lidové republiky (a později dočasně Běloruské republiky). Po říjnové revoluci vedl uprchlické oddělení Běloruského národního komisariátu (pododdělení Stalinova lidového komisariátu pro národnosti). V dubnu 1919 odešel do Vilniusu a stal se členem Běloruského národního výboru. V květnu 1919 byl zvolen předsedou Centrální běloruské rady Vilniusu a Grodna. Na podzim roku 1919 se stal diplomatickým zástupcem Běloruské lidové republiky v pobaltských státech. Od prosince 1919 byl státním tajemníkem ve vládě Běloruské lidové republiky pod vedením Wazlaua Lastouského.
Na začátku roku 1921 byl Dušauskas-Duž v důsledku polsko-sovětské války zatčen polskými úřady. Po několika měsících ve vězení byl propuštěn a se svou rodinou emigroval do Kaunasu v Litvě. Zde pokračoval ve své literární činnosti a v roce 1923 založil s Wazlauem Lastouskim časopis Krywitsch, který však byl po 12 číslech ukončen. Poté studoval stavební inženýrství na litevské univerzitě v Kaunasu, kde absolvoval roku 1927. Pak pracoval jako architekt. Dále se vzdělával v architektonické kanceláři litevského architekta Vladimirase Dubeneckise v Kaunasu a realizoval pro něj projekt kina Metropolitan i projekt budovy, ve které se nachází Kaunaské divadlo. Poté postavil mnoho budov včetně obytných domů pro litevské ministerstvo pošt.

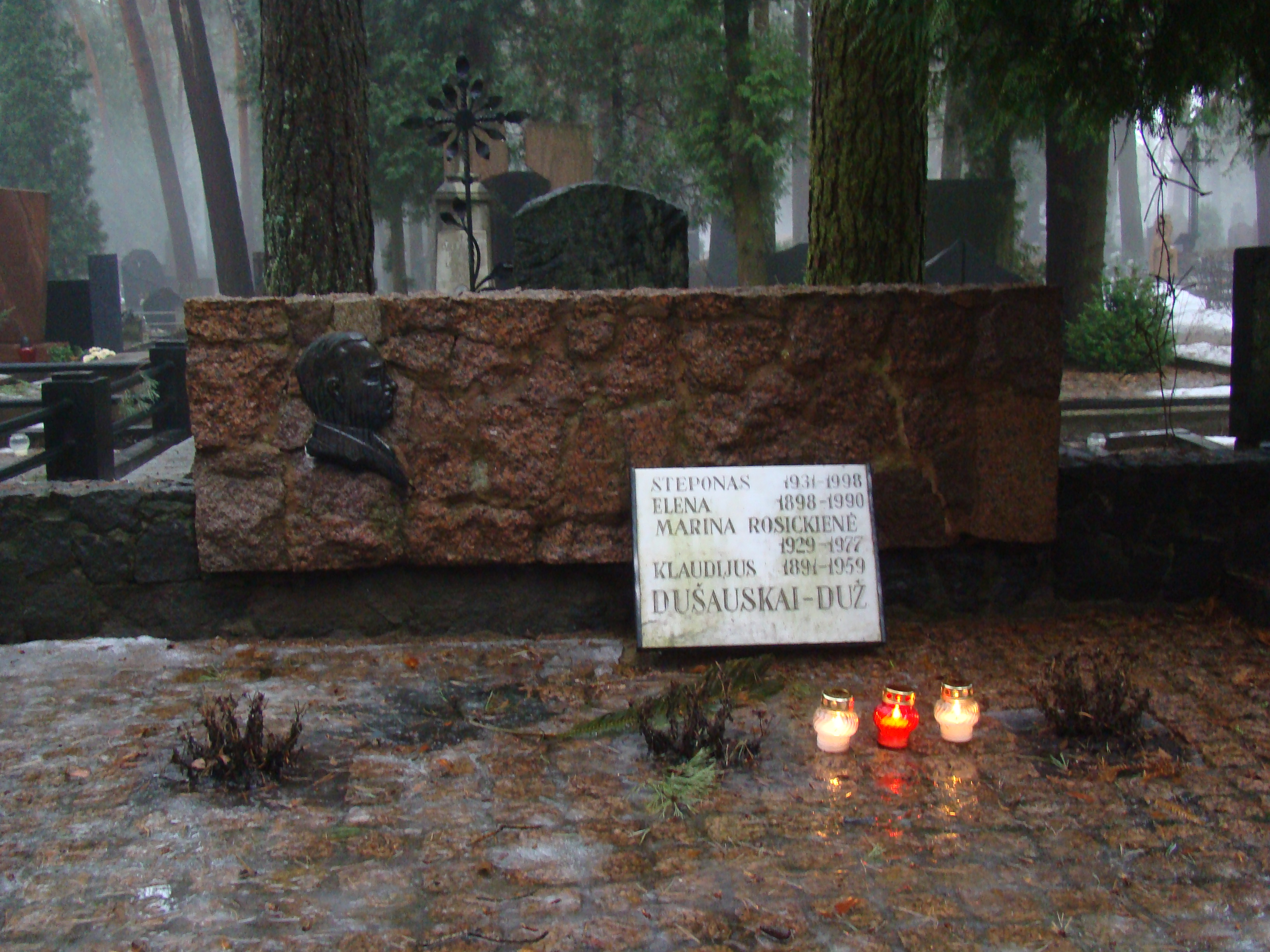
Hrob v Kaunasu

Když Wehrmacht během německo-sovětské války obsadil Litevskou sovětskou socialistickou republiku, Dušauskas-Duž odmítl spolupracovat s německými úřady, takže byl v roce 1943 zatčen a uvězněn - také proto, že ve svém domě s manželkou ubytovali židovskou rodinu. Poté byl převezen do Pravieniškėsu, kde byla pobočka koncentračního tábora Kauen. 13. dubna 2004 byl posmrtně vyznamenán litevským prezidentem za záchranu Židů. Ocenění bylo uděleno na žádost litevské židovské komunity.
Po osvobození Litvy Dušauskas-Duž působil krátce jako učitel na Litevské univerzitě. V roce 1946 byl zatčen sovětskými úřady a odsouzen k 25 letům vězení a konfiskaci majetku; trest byl poté snížen na 10 let. V roce 1955 byl ze zdravotních důvodů propuštěn z vězení. Poté pracoval v litevské projekční firmě LitStroitProjekt.